# مقدماتی جام جهانی فوتبال
مقدماتی جام جهانی فوتبال، مسابقاتی است که تیم‌های صعودکننده از این مرحله می‌توانند در بازی‌های نهایی جام جهانی فوتبال شرکت کنند. مسابقات مربوط به مقدماتی جام جهانی فوتبال توسط فیفا برگزار می‌شود.
کنفدراسیون‌های فوتبال هر ۶ قاره (کنفدراسیون فوتبال آفریقا، کنفدراسیون فوتبال آسیا، کونکاکاف، کونمبول، کنفدراسیون فوتبال اقیانوسیه، و یوفا) با برگزاری مسابقات مقدماتی جام جهانی، تیم‌های ملی قاره خود را راهی این مسابقات می‌کنند. سهمیه هریک از کنفدراسیون‌ها از قبل توسط فیفا تعیین می‌شود. بازی‌های مرحله مقدماتی جام جهانی فوتبال ۲۰۱۸ از سال ۲۰۱۵ آغاز شده و تا سال ۲۰۱۷ ادامه می‌یابد.
تیم میزبان مسابقات نهایی جام جهانی فوتبال به صورت اتوماتیک به آن دوره از مسابقات راه می یابد. بر خلاف بسیاری از ورزش‌های دیگر، نتایج حاصل از جام جهانی قبلی یا از مسابقات قهرمانی قاره تأثیری در نحوه صعود تیم‌ها به مسابقات دور بعد ندارد.

## تاریخچه
نحوه برگزاری مسابقات مقدماتی جام جهانی در چندین سال گذشته تغییراتی کرده و تکامل یافته‌است. در جام جهانی ۱۹۳۰ بازی‌های مقدماتی برگزار نشد و تنها ۱۳ تیم دعوت شده می‌توانستند در این مسابقات شرکت نمایند. اولین بازی مقدماتی برای راه‌یابی به جام جهانی در ۱۱ ژوئن ۱۹۳۳ برگزار شد و تیم سوئد با نتیجه ۶ بر ۲ استونی را در استکهلم شکست داد. براساس برخی منابع اولین گل زده شده در تاریخ بازی‌های مقدماتی جام جهانی  توسط کنوت کرون کاپیتان تیم سوئد زده شده‌است ولی منابع دیگری، زننده اولین گل بازی‌های مقدماتی جام جهانی را اوالد تیپنر دروازه‌بان تیم استونی می‌دانند که یک گل‌به‌خودی بود.
در طول تاریخ برگزاری این مسابقات تعداد تیم‌هایی که از مرحله مقدماتی به مرحله بعد صعود می‌کردند در حال افزایش بود بطوریکه از ۱۶ تیم در سال‌های ۱۹۳۴ تا ۱۹۷۸ به ۲۴ تیم از سال‌های ۱۹۸۲ تا ۱۹۹۴ افزایش یافت و از سال ۱۹۹۸ تا کنون به صورت ۳۲ تیمی برگزار می‌شود. نحوه برگزاری این مسابقات در طول تاریخ تقریباً یکسان بوده‌است.

### سهمیه هر قاره
جدول زیر فهرست تعداد سهمیه‌های اختصاص یافته به هر قاره توسط فیفا برای هر تورنومنت را مشخص می‌نماید. در جدول زیر برای برخی از سال‌ها هیچ سهمیه‌ای برای یک قاره مشخص نشده‌است مانند قاره اقیانوسیه قبل از ۱۹۶۶ و قاره آفریقا در سال ۱۹۵۰ که هیچ سهمیه‌ای ندارند و این دلیل بر محرومیت آن قاره توسط فیفا نیست بلکه هیچ کشوری حاضر به شرکت در این مسابقات برای آن دوره نبود.
در جدول زیر برای سهمیه‌های بین قاره‌ای عدد ۰/۵ درنظرگرفته شده‌است و اعدادی که به صورت پررنگ مشخص شده نشان دهنده کسب سهمیه بین قاره‌ای توسط آن قاره می‌باشد.  "C+" نشان دهنده سهمیه تیم قهرمان دور قبل است و  "H+" نشاندهنده سهمیه میزبانی می‌باشد.
| قاره‌ها و مناطق                  | ۱۹۳۴ (۱۶) | ۱۹۳۸ (۱۵)۱ | ۱۹۵۰ (۱۳)۲ | ۱۹۵۴ (۱۶) | ۱۹۵۸ (۱۶) | ۱۹۶۲ (۱۶) | ۱۹۶۶ (۱۶) | ۱۹۷۰ (۱۶) | ۱۹۷۴ (۱۶) | ۱۹۷۸ (۱۶) | ۱۹۸۲ (۲۴) | ۱۹۸۶ (۲۴) | ۱۹۹۰ (۲۴) | ۱۹۹۴ (۲۴) | ۱۹۹۸ (۳۲) | ۲۰۰۲ (۳۲) | ۲۰۰۶ (۳۲)۶ | ۲۰۱۰ (۳۲) | ۲۰۱۴ (۳۲) | ۲۰۱۸ (۳۲) | ۲۰۲۲ (۳۲) |
| ------------------------------- | --------- | ---------- | ---------- | --------- | --------- | --------- | --------- | --------- | --------- | --------- | --------- | --------- | --------- | --------- | --------- | --------- | ---------- | --------- | --------- | --------- | --------- |
| آفریقا                          | ۱         | ۰          | ۰          | ۰         | ۰٫۵۳      | ۰٫۵۴      | ۱         | ۱         | ۱         | ۱         | ۲         | ۲         | ۲         | ۳         | ۵         | ۵         | ۵          | ۵ +H      | ۵         | ۵         |           |
| آسیا                            | ۱         | ۱          | ۱۲         | ۱         | ۰٫۵۳      | ۰٫۵۴      | ۱         | ۱         | ۱         | ۱         | ۲         | ۲         | ۲         | ۲         | ۳٫۵       | ۲٫۵ +۲H   | ۴٫۵        | ۴٫۵       | ۴٫۵       | ۴٫۵       | H         |
| اقیانوسیه                       | ۰         | ۰          | ۰          | ۰         | ۰         | ۰         | ۱         | ۱         | ۱         | ۱         | ۲         | ۰٫۵       | ۰٫۵       | ۰٫۲۵۵     | ۰٫۵       | ۰٫۵       | ۰٫۵        | ۰٫۵       | ۰٫۵       | ۰٫۵       |           |
| اروپا                           | ۱۲        | ۱۱۱ +C+H   | ۷۲ +C      | ۱۱ +H     | ۹٫۵۳ +C+H | ۸+۴ ۲×۰٫۵ | ۹ +H      | ۸ +C      | ۸٫۵ +H    | ۸٫۵ +C    | ۱۳ +H     | ۱۲٫۵ +C   | ۱۳ +H     | ۱۲ +C     | ۱۴ +H     | ۱۳٫۵ +C   | ۱۳ +H      | ۱۳        | ۱۳        | ۱۳ +H     |           |
| آمریکای مرکزی و شمالی و کارائیب | ۱         | ۱          | ۲          | ۱         | ۱         | ۰٫۵       | ۱         | ۱ +H      | ۱         | ۱         | ۲         | ۱ +H      | ۲         | ۱٫۲۵۵ +H  | ۳         | ۳         | ۳٫۵        | ۳٫۵       | ۳٫۵       | ۳٫۵       |           |
| آمریکای جنوبی                   | ۲         | ۱          | ۴ +H       | ۱ +C      | ۳         | ۳٫۵ +C+H  | ۳ +C      | ۳         | ۲٫۵ +C    | ۲٫۵ +H    | ۳ +C      | ۴         | ۲٫۵ +C    | ۳٫۵۵      | ۴ +C      | ۴٫۵       | ۴٫۵        | ۴٫۵       | ۴٫۵ +H    | ۴٫۵       |           |
| جمع                             | ۱۶        | ۱۶         | ۱۶         | ۱۶        | ۱۶        | ۱۶        | ۱۶        | ۱۶        | ۱۶        | ۱۶        | ۲۴        | ۲۴        | ۲۴        | ۲۴        | ۳۲        | ۳۲        | ۳۲         | ۳۲        | ۳۲        | ۳۲        | ۳۲        |

### سهمیه‌های کسب شده توسط قاره‌ها
تعداد تیم‌های ورود شده به فرایند احراز صلاحیت در دور مقدماتی و تعداد بازی‌های برگزار شده به‌طور پیوسته و در طول زمان در حال رشد بوده‌است. همچنین کشور مصر به عنوان یک کشور آفریقایی  در سال‌های ۱۹۳۸ و ۱۹۵۴ در گروه کشورهای قاره اروپا شرکت نموده است و به همین دلیل در آن سال‌ها شاخص مربوط به قاره آفریقا عدد صفر منظور شده‌است.
| قاره‌ها و مناطق                  | ۱۹۳۴ (۱۶) | ۱۹۳۸ (۱۵) | ۱۹۵۰ (۱۳) | ۱۹۵۴ (۱۶) | ۱۹۵۸ (۱۶) | ۱۹۶۲ (۱۶) | ۱۹۶۶ (۱۶) | ۱۹۷۰ (۱۶) | ۱۹۷۴ (۱۶) | ۱۹۷۸ (۱۶) | ۱۹۸۲ (۲۴) | ۱۹۸۶ (۲۴) | ۱۹۹۰ (۲۴) | ۱۹۹۴ (۲۴) | ۱۹۹۸ (۳۲) | ۲۰۰۲ (۳۲) | ۲۰۰۶ (۳۲) | ۲۰۱۰ (۳۲) | ۲۰۱۴ (۳۲) | ۲۰۱۸ (۳۲) | ۲۰۲۲ (۳۲) |
| ------------------------------- | --------- | --------- | --------- | --------- | --------- | --------- | --------- | --------- | --------- | --------- | --------- | --------- | --------- | --------- | --------- | --------- | --------- | --------- | --------- | --------- | --------- |
| آفریقا                          | ۳         | ۰         | ۰         | ۰         | ۱۱        | ۶         | ۲۱        | ۱۳        | ۲۴        | ۲۶        | ۲۹        | ۲۹        | ۲۶        | ۴۰        | ۳۸        | ۵۱        | ۵۱        | ۵۳        | ۵۲        | ۵۴        |           |
| آسیا                            | ۳         | ۲         | ۴         | ۳         | ۱۱        | ۵         | ۲۱        | ۷         | ۱۸        | ۲۲        | ۲۱        | ۲۷        | ۲۶        | ۲۹        | ۳۶        | ۴۲        | ۳۹        | ۴۳        | ۴۳        | ۴۶        |           |
| اقیانوسیه۱                      | ۰         | ۰         | ۰         | ۰         | ۰         | ۰         | ۲۱        | ۷         | ۱۸        | ۲۲        | ۲۱        | ۴         | ۵         | ۷         | ۱۰        | ۱۰        | ۱۲        | ۱۱        | ۱۱        | ۱۱        |           |
| اروپا                           | ۲۱        | ۲۶        | ۱۹        | ۲۹        | ۲۹        | ۳۰        | ۳۳        | ۳۱        | ۳۳        | ۳۲        | ۳۴        | ۳۳        | ۳۳        | ۳۹        | ۵۰        | ۵۱        | ۵۲        | ۵۳        | ۵۳        | ۵۴        |           |
| آمریکای مرکزی و شمالی و کارائیب | ۴         | ۷         | ۳         | ۵         | ۶         | ۸         | ۱۰        | ۱۴        | ۱۴        | ۱۷        | ۱۵        | ۱۸        | ۱۶        | ۲۳        | ۳۰        | ۳۵        | ۳۴        | ۳۵        | ۳۵        | ۳۵        |           |
| آمریکای جنوبی                   | ۴         | ۲         | ۸         | ۶         | ۹         | ۹         | ۱۰        | ۱۰        | ۱۰        | ۱۰        | ۱۰        | ۱۰        | ۱۰        | ۹         | ۱۰        | ۱۰        | ۱۰        | ۱۰        | ۱۰        | ۱۰        |           |
| جمع تیم‌ها                       | ۳۲        | ۳۷        | ۳۴        | ۴۵        | ۵۵        | ۵۶        | ۷۴        | ۷۵        | ۹۹        | ۱۰۷       | ۱۰۹       | ۱۲۱       | ۱۱۶       | ۱۴۷       | ۱۷۴       | ۱۹۹       | ۱۹۸       | ۲۰۵۳      | ۲۰۴       | ۲۱۰       |           |
| تیم‌های بازی کرده۲               | ۲۷        | ۲۱        | ۱۹        | ۳۳        | ۴۶        | ۴۹        | ۵۱        | ۶۸        | ۹۰        | ۹۵        | ۱۰۳       | ۱۱۰       | ۱۰۳       | ۱۳۰       | ۱۶۸       | ۱۹۳       | ۱۹۴       | ۲۰۰۳      | ۲۰۳       | ۲۰۸       |           |
| بازی‌های انجام شده               | ۲۷        | ۲۲        | ۲۶        | ۵۷        | ۸۹        | ۹۲        | ۱۲۷       | ۱۷۲       | ۲۲۶       | ۲۵۲       | ۳۰۶       | ۳۰۸       | ۳۱۴       | ۴۹۷       | ۶۴۳       | ۷۷۷       | ۸۴۷       | ۸۵۳       | ۸۲۸       | ۳۵۱       |           |
| گل‌ها                            | ۱۴۱       | ۹۶        | ۱۲۱       | ۲۰۸       | ۳۴۱       | ۳۲۵       | ۳۹۳       | ۵۴۲       | ۶۲۰       | ۷۲۳       | ۷۹۷       | ۸۰۱       | ۷۳۵       | ۱۴۴۶      | ۱۹۲۲      | ۲۴۵۲      | ۲۴۶۴      | ۲۳۴۴      | ۲۳۰۳      | ۱۰۴۷      |           |
| میانگین گل در هر بازی           | ۵٫۲۲      | ۴٫۳۶      | ۴٫۶۵      | ۳٫۶۵      | ۳٫۸۳      | ۳٫۵۳      | ۳٫۰۹      | ۳٫۱۵      | ۲٫۷۴      | ۲٫۸۷      | ۲٫۶۰      | ۲٫۶۰      | ۲٫۳۴      | ۲٫۹۱      | ۲٫۹۹      | ۳٫۱۶      | ۲٫۹۱      | ۲٫۷۵      | ۲٫۸۱      | ۲٫۹۸      |           |

### اولین حضور تیم‌های انتخاب شده
توجه: تیم‌هایی که  تنها و حداقل یک بازی انجام داده‌اند به عنوان اولین حضور در نظر گرفته شده‌است. تیم‌هایی که قبل از برگزاری بازی‌های مقدماتی انصراف داده‌اند یا تیم‌هایی که از مرحله مقدماتی صعود کرده‌اند و بعداً انصراف داده‌اند، در این جدول محاسبه نشده‌است.
| جام جهانی | اروپا | آمریکای جنوبی                                                               | آمریکای شمالی و مرکزی و کارائیب                                                                        | آسیا                                                                                | آفریقا                                                                                           | اقیانوسیه                                 | جمع |
| --------- | --- | --------------------------------------------------------------------------- | --- | ----------------------------------------------------------------------------------- | ------------------------------------------------------------------------------------------------ | ----------------------------------------- | --- |
| ۱۹۳۴      | اتریش · بلژیک · بلغارستان · چکسلواکی · استونی · فرانسه · آلمان · یونان · مجارستان · Ireland · ایتالیا · لیتوانی · لوکزامبورگ · هلند · لهستان · پرتغال · رومانی · اسپانیا · سوئد · سوئیس · یوگسلاوی | ندارد                                                                       | کوبا · هائیتی · مکزیک · ایالات متحده آمریکا                                                            | Palestine/Eretz Israel                                                              | مصر                                                                                              | ندارد                                     | ۲۷  |
| ۱۹۳۸      | فنلاند · لتونی · نروژ | ندارد                                                                       | ندارد                                                                                                  | ندارد                                                                               | ندارد                                                                                            | ندارد                                     | ۳   |
| ۱۹۵۰      | انگلستان · ایرلند · اسکاتلند · ترکیه · ولز | ندارد                                                                       | ندارد                                                                                                  | سوریه                                                                               | ندارد                                                                                            | ندارد                                     | ۶   |
| ۱۹۵۴      | زارلند | برزیل · شیلی · پاراگوئه                                                     | ندارد                                                                                                  | ژاپن · کرهٔ جنوبی                                                                    | ندارد                                                                                            | ندارد                                     | ۶   |
| ۱۹۵۸      | دانمارک · آلمان شرقی · ایسلند · اتحاد جماهیر شوروی | آرژانتین · بولیوی · کلمبیا · پرو · اروگوئه · کاستاریکا · گواتمالا · Curaçao | چین · اندونزی                                                                                          | سودان                                                                               | ندارد                                                                                            | ندارد                                     | ۱۶  |
| ۱۹۶۲      | قبرس | اکوادور                                                                     | سورینام (امپراتوری هلند) · هندوراس                                                                     | ندارد                                                                               | اتیوپی · غنا · مراکش · نیجریه · تونس                                                             | ندارد                                     | ۹   |
| ۱۹۶۶      | آلبانی | ونزوئلا                                                                     | جامائیکا · ترینیداد و توباگو                                                                           | کرهٔ شمالی                                                                           | ندارد                                                                                            | استرالیا                                  | ۶   |
| ۱۹۷۰      | ندارد | ندارد                                                                       | برمودا · السالوادور                                                                                    | ندارد                                                                               | الجزایر · کامرون · لیبی · رودزیا · سنگال · زامبیا                                                | نیوزیلند                                  | ۹   |
| ۱۹۷۴      | مالت | ندارد                                                                       | آنتیگوآ و باربودا · پورتوریکو                                                                          | هنگ کنگ · ایران · عراق · کویت · مالزی · ویتنام جنوبی · تایلند                       | کنگو · Dahomey · گینه · ساحل عاج · کنیا · لسوتو · موریس · سیرالئون · تانزانیا · توگو · زئیر      | ندارد                                     | ۲۱  |
| ۱۹۷۸      | ندارد | ندارد                                                                       | باربادوس · دومینیکن · گویان · پاناما                                                                   | بحرین · قطر · جمهوری چین · عربستان سعودی · سنگاپور                                  | مالاوی · موریتانی · نیجر · اوگاندا · جمهوری ولتای علیا                                           | ندارد                                     | ۱۴  |
| ۱۹۸۲      | ندارد | ندارد                                                                       | گرنادا                                                                                                 | ماکائو                                                                              | گامبیا · لیبریا · ماداگاسکار · موزامبیک · سومالی                                                 | فیجی                                      | ۸   |
| ۱۹۸۶      | ندارد | ندارد                                                                       | ندارد                                                                                                  | بنگلادش · برونئی · اردن · هند · نپال · یمن شمالی · یمن جنوبی · امارات متحدهٔ عربی    | آنگولا                                                                                           | ندارد                                     | ۹   |
| ۱۹۹۰      | ندارد | ندارد                                                                       | ندارد                                                                                                  | عمان · پاکستان                                                                      | گابن                                                                                             | ندارد                                     | ۳   |
| ۱۹۹۴      | جزایر فارو · سان مارینو | ندارد                                                                       | نیکاراگوئه · سنت لوسیا · سنت وینسنت و گرنادین‌ها                                                        | لبنان · سری‌لانکا · ویتنام                                                           | بوتسوانا · بوروندی · نامیبیا · آفریقای جنوبی · اسواتینی                                          | جزایر سلیمان · تاهیتی · وانواتو           | ۱۶  |
| ۱۹۹۸      | ارمنستان · آذربایجان · بلاروس · بوسنی و هرزگوین · کرواسی · گرجستان · لیختن‌اشتاین · مقدونیه شمالی · مولدووا · اسلواکی · اسلوونی · اوکراین                                                           | ندارد                                                                       | آروبا · بلیز · جزایر کیمن · دومینیکا · سنت کیتس و نویس                                                 | کامبوج · قزاقستان · قرقیزستان · مالدیو · فیلیپین · تاجیکستان · ترکمنستان · ازبکستان | گینه بیسائو · رواندا                                                                             | جزایر کوک · پاپوآ گینهٔ نو · تونگا · ساموآ | ۳۱  |
| ۲۰۰۲      | آندورا | ندارد                                                                       | آنگویلا · باهاما · جزایر ویرجین انگلستان · مونتسرات · جزایر تورکس و کایکوس · جزایر ویرجین ایالات متحده | گوآم · لائوس · مغولستان · فلسطین                                                    | کیپ ورد · آفریقای مرکزی · چاد · جیبوتی · گینه استوایی · اریتره · مالی · سائوتومه و پرنسیپ · سیشل | ساموای آمریکا                             | ۲۱  |
| ۲۰۰۶      | ندارد | ندارد                                                                       | ندارد                                                                                                  | افغانستان                                                                           | ندارد                                                                                            | کالدونیای جدید                            | ۲   |
| ۲۰۱۰      | مونته‌نگرو | ندارد                                                                       | ندارد                                                                                                  | برمه · تیمور شرقی                                                                   | کومور                                                                                            | تووالو                                    | ۵   |
| ۲۰۱۴      | ندارد | ندارد                                                                       | ندارد                                                                                                  | ندارد                                                                               | ندارد                                                                                            | ندارد                                     | ۰   |
| ۲۰۱۸      | جبل طارق · کوزوو | ندارد                                                                       | ندارد                                                                                                  | بوتان                                                                               | سودان جنوبی                                                                                      | ندارد                                     | ۴   |
| جمع       | جمع | جمع                                                                         | جمع | جمع                                                                                 | جمع                                                                                              | جمع                                       | ۲۱۶ |

### نتایج تیم‌های ملی در جام جهانی رقابت‌های مقدماتی از ۱۹۳۴ تا ۲۰۱۴
توجه داشته باشید که تا قبل از بازی‌های مقدماتی ۱۹۹۸ برای هر تیم برنده ۲ امتیاز در نظر گرفته می‌شد ولی در جدول زیر برای هر بازی برد ۳ امتیاز و برای مساوی ۱ امتیاز در نظر گرفته شده‌است.
| راهنمای رنگ‌های جدول | راهنمای رنگ‌های جدول                  |
| ------------------- | ------------------------------------ |
|                     | کشورهای برنده در جام جهانی           |
|                     | کشورهای واجد شرایط برای مسابقات اصلی |

| تیم | بازی | برد | مساوی | باخت | گل‌زده | گل‌خورده | Pts | Pts%  | فدراسیون |
| --- | ---- | --- | ----- | ---- | ----- | ------- | --- | ----- | -------- |
| مکزیک | ۱۵۹  | ۱۰۲ | ۳۳    | ۲۴   | ۴۰۷   | ۱۱۸     | ۳۳۹ | ۷۱٫۱  | کونکاکاف |
| کاستاریکا | ۱۵۶  | ۷۶  | ۳۸    | ۴۲   | ۲۷۰   | ۱۶۵     | ۲۶۶ | ۵۶٫۸  | کونکاکاف |
| هلند | ۱۱۵  | ۷۶  | ۲۳    | ۱۶   | ۲۷۵   | ۸۱      | ۲۵۱ | ۷۲٫۸  | یوفا     |
| کرهٔ جنوبی | ۱۱۷  | ۷۰  | ۳۳    | ۱۴   | ۲۲۶   | ۷۶      | ۲۴۳ | ۶۹٫۲  | ای اف سی |
| روسیه (۱۹۹۴—) · اتحاد جماهیر شوروی (۱۹۵۸–۱۹۹۰)                                                                    | ۱۱۵  | ۷۳  | ۲۳    | ۱۹   | ۲۲۷   | ۷۵      | ۲۴۲ | ۷۰٫۱  | یوفا     |
| ایالات متحده آمریکا                                                                                               | ۱۳۸  | ۷۰  | ۳۲    | ۳۶   | ۲۲۹   | ۱۶۵     | ۲۴۲ | ۵۸٫۵  | کونکاکاف |
| اسپانیا | ۱۰۷  | ۷۲  | ۲۴    | ۱۱   | ۲۴۰   | ۷۳      | ۲۴۰ | ۷۴٫۸  | یوفا     |
| چک (۱۹۹۸—) · Representation of Czechs and Slovaks (۱۹۹۴) · چکسلواکی (۱۹۳۴–۱۹۹۴)                                   | ۱۲۸  | ۷۱  | ۲۶    | ۳۱   | ۲۴۹   | ۱۰۶     | ۲۳۹ | ۶۲٫۲  | یوفا     |
| سوئد | ۱۱۹  | ۷۳  | ۱۹    | ۲۷   | ۲۴۰   | ۱۱۲     | ۲۳۸ | ۶۶٫۷  | یوفا     |
| صربستان (۲۰۱۰—) · صربستان و مونته‌نگرو (۲۰۰۶) · یوگسلاوی (۱۹۹۸–۲۰۰۲) · یوگسلاوی (۱۹۵۰–۱۹۹۰) · یوگسلاوی (۱۹۳۴–۱۹۳۸) | ۱۱۸  | ۶۹  | ۲۸    | ۲۱   | ۲۴۹   | ۱۰۴     | ۲۳۵ | ۶۶٫۴  | یوفا     |
| استرالیا | ۱۱۹  | ۶۸  | ۳۰    | ۲۱   | ۳۱۱   | ۹۵      | ۲۳۴ | ۶۵٫۵  | ای اف سی |
| پرتغال | ۱۲۹  | ۶۷  | ۳۳    | ۲۹   | ۲۳۰   | ۱۳۵     | ۲۳۴ | ۶۰٫۵  | یوفا     |
| آرژانتین | ۱۱۸  | ۶۸  | ۲۹    | ۲۱   | ۲۱۶   | ۱۱۱     | ۲۳۳ | ۶۵٫۸  | CONMEBOL |
| بلژیک | ۱۲۳  | ۶۸  | ۲۴    | ۳۱   | ۲۳۴   | ۱۳۵     | ۲۲۸ | ۶۱٫۸  | یوفا     |
| انگلستان | ۱۰۲  | ۶۸  | ۲۳    | ۱۱   | ۲۵۷   | ۶۴      | ۲۲۷ | ۷۴٫۲  | یوفا     |
| ایران | ۱۱۰  | ۶۶  | ۲۸    | ۱۶   | ۲۳۱   | ۷۶      | ۲۲۶ | ۶۸٫۵  | ای اف سی |
| هندوراس | ۱۳۲  | ۶۴  | ۳۳    | ۳۵   | ۲۳۵   | ۱۴۵     | ۲۲۵ | ۵۶٫۸  | کونکاکاف |
| ایتالیا | ۹۷   | ۶۷  | ۲۳    | ۷    | ۲۰۰   | ۶۰      | ۲۲۴ | ۷۷٫۰  | یوفا     |
| اروگوئه | ۱۳۶  | ۶۰  | ۳۸    | ۳۸   | ۱۸۶   | ۱۴۴     | ۲۱۸ | ۵۳٫۴  | CONMEBOL |
| رومانی | ۱۱۸  | ۶۴  | ۲۲    | ۳۲   | ۲۱۱   | ۱۲۴     | ۲۱۴ | ۶۰٫۵  | یوفا     |
| آلمان (۱۹۹۴—) · آلمان غربی (۱۹۵۴–۱۹۹۰) · آلمان (۱۹۳۴–۱۹۳۸)                                                        | ۸۴   | ۶۴  | ۱۸    | ۲    | ۲۴۹   | ۶۶      | ۲۱۰ | ۸۳٫۳  | یوفا     |
| السالوادور | ۱۳۰  | ۶۰  | ۲۵    | ۴۵   | ۲۲۱   | ۱۵۲     | ۲۰۵ | ۵۲٫۶  | کونکاکاف |
| پاراگوئه | ۱۳۶  | ۵۹  | ۲۷    | ۵۰   | ۱۸۲   | ۱۶۴     | ۲۰۴ | ۵۰٫۰  | CONMEBOL |
| اسکاتلند | ۱۱۵  | ۵۷  | ۲۵    | ۳۳   | ۱۷۵   | ۱۲۴     | ۱۹۶ | ۵۶٫۸  | یوفا     |
| فرانسه | ۱۰۱  | ۵۸  | ۲۱    | ۲۲   | ۱۹۸   | ۸۲      | ۱۹۵ | ۶۴٫۴  | یوفا     |
| سوئیس | ۱۲۰  | ۵۴  | ۳۲    | ۳۴   | ۱۸۱   | ۱۳۹     | ۱۹۴ | ۵۳٫۹  | یوفا     |
| بلغارستان | ۱۱۹  | ۵۶  | ۲۶    | ۳۷   | ۱۹۵   | ۱۵۸     | ۱۹۴ | ۵۴٫۳  | یوفا     |
| برزیل | ۹۲   | ۵۶  | ۲۵    | ۱۱   | ۱۹۹   | ۵۹      | ۱۹۳ | ۶۹٫۹  | CONMEBOL |
| عربستان سعودی | ۱۰۰  | ۵۶  | ۲۵    | ۱۹   | ۱۸۷   | ۷۹      | ۱۹۳ | ۶۴٫۳  | ای اف سی |
| جمهوری ایرلند (۱۹۵۴—) · Ireland (۱۹۵۰) · ایرلندی دولت آزاد (۱۹۳۴–۱۹۳۸)                                            | ۱۲۹  | ۵۱  | ۳۸    | ۴۰   | ۱۸۶   | ۱۵۸     | ۱۹۱ | ۴۹٫۴  | یوفا     |
| اتریش | ۱۱۳  | ۵۵  | ۲۵    | ۳۳   | ۱۹۸   | ۱۲۴     | ۱۹۰ | ۵۶٫۰  | یوفا     |
| کلمبیا | ۱۳۴  | ۵۰  | ۴۰    | ۴۴   | ۱۵۹   | ۱۴۰     | ۱۹۰ | ۴۷٫۳  | CONMEBOL |
| ژاپن | ۱۰۲  | ۵۵  | ۲۳    | ۲۴   | ۲۰۳   | ۷۸      | ۱۸۸ | ۶۱٫۴  | ای اف سی |
| مجارستان | ۱۱۲  | ۵۴  | ۲۵    | ۳۳   | ۲۰۲   | ۱۴۹     | ۱۸۷ | ۵۵٫۷  | یوفا     |
| نیجریه | ۹۶   | ۵۳  | ۲۷    | ۱۶   | ۱۶۲   | ۷۴      | ۱۸۶ | ۶۴٫۶  | CAF      |
| شیلی | ۱۲۸  | ۵۳  | ۲۷    | ۴۸   | ۱۹۱   | ۱۶۸     | ۱۸۶ | ۴۸٫۴  | CONMEBOL |
| چین | ۹۰   | ۵۸  | ۱۱    | ۲۱   | ۱۹۵   | ۶۳      | ۱۸۵ | ۶۸٫۶  | ای اف سی |
| دانمارک | ۱۱۰  | ۵۱  | ۲۷    | ۳۲   | ۱۸۷   | ۱۳۲     | ۱۸۰ | ۵۴٫۵  | یوفا     |
| تونس | ۹۶   | ۵۱  | ۲۶    | ۱۹   | ۱۶۵   | ۷۸      | ۱۷۹ | ۶۲٫۲  | CAF      |
| مراکش | ۱۰۴  | ۴۸  | ۳۵    | ۲۱   | ۱۴۰   | ۷۹      | ۱۷۹ | ۵۷٫۴  | CAF      |
| لهستان | ۱۰۷  | ۵۲  | ۲۰    | ۳۵   | ۲۰۰   | ۱۲۹     | ۱۷۶ | ۵۴٫۸  | یوفا     |
| ترینیداد و توباگو                                                                                                 | ۱۲۱  | ۵۰  | ۲۵    | ۴۶   | ۱۸۱   | ۱۵۵     | ۱۷۵ | ۴۸٫۲  | کونکاکاف |
| کانادا | ۱۱۵  | ۴۷  | ۳۴    | ۳۲   | ۱۵۷   | ۱۲۸     | ۱۷۵ | ۵۰٫۷  | کونکاکاف |
| یونان | ۱۱۶  | ۴۹  | ۲۴    | ۴۳   | ۱۴۱   | ۱۶۱     | ۱۷۱ | ۴۹٫۱  | یوفا     |
| کامرون | ۷۹   | ۴۹  | ۱۷    | ۱۳   | ۱۳۴   | ۵۷      | ۱۶۴ | ۶۹٫۲  | CAF      |
| مصر | ۸۶   | ۴۸  | ۱۸    | ۲۰   | ۱۵۵   | ۸۵      | ۱۶۲ | ۶۲٫۸  | CAF      |
| گواتمالا | ۱۱۲  | ۴۴  | ۲۹    | ۳۹   | ۱۷۳   | ۱۳۸     | ۱۶۱ | ۴۷٫۹  | کونکاکاف |
| اکوادور | ۱۲۵  | ۴۱  | ۳۱    | ۵۳   | ۱۴۳   | ۱۷۳     | ۱۵۴ | ۴۱٫۱  | CONMEBOL |
| ترکیه | ۱۱۸  | ۴۳  | ۲۱    | ۵۴   | ۱۶۲   | ۱۷۴     | ۱۵۰ | ۴۲٫۴  | یوفا     |
| نیوزیلند | ۸۳   | ۴۵  | ۱۴    | ۲۴   | ۱۹۷   | ۹۳      | ۱۴۹ | ۵۹٫۸  | OFC      |
| نروژ | ۱۱۶  | ۴۰  | ۲۹    | ۴۷   | ۱۵۳   | ۱۶۲     | ۱۴۹ | ۴۲٫۸  | یوفا     |
| کویت | ۸۵   | ۴۵  | ۱۳    | ۲۷   | ۱۴۸   | ۸۲      | ۱۴۸ | ۵۸٫۰  | ای اف سی |
| زامبیا | ۹۰   | ۴۳  | ۱۸    | ۲۹   | ۱۳۹   | ۸۲      | ۱۴۷ | ۵۴٫۴  | CAF      |
| عراق | ۸۵   | ۴۲  | ۱۹    | ۲۴   | ۱۷۷   | ۸۵      | ۱۴۵ | ۵۶٫۹  | ای اف سی |
| ایرلند شمالی (۱۹۵۴—) · ایرلند (۱۹۵۰)                                                                              | ۱۲۲  | ۳۷  | ۳۴    | ۵۱   | ۱۳۲   | ۱۵۴     | ۱۴۵ | ۳۹٫۶  | یوفا     |
| قطر | ۹۴   | ۴۱  | ۲۱    | ۳۲   | ۱۴۴   | ۱۰۲     | ۱۴۴ | ۵۱٫۱  | ای اف سی |
| اسرائیل (۱۹۵۰—) · Palestine/Eretz Israel (۱۹۳۴–۱۹۳۸)                                                              | ۱۱۲  | ۳۶  | ۳۴    | ۴۲   | ۱۵۶   | ۱۶۳     | ۱۴۲ | ۴۲٫۳  | یوفا     |
| ساحل عاج | ۷۱   | ۳۸  | ۲۳    | ۱۰   | ۱۳۴   | ۶۲      | ۱۳۷ | ۶۴٫۳  | CAF      |
| پرو | ۱۲۹  | ۳۵  | ۳۱    | ۶۳   | ۱۳۵   | ۱۸۵     | ۱۳۶ | ۳۵٫۱  | CONMEBOL |
| الجزایر | ۸۱   | ۳۸  | ۲۱    | ۲۲   | ۱۱۱   | ۷۹      | ۱۳۵ | ۵۵٫۶  | CAF      |
| ازبکستان | ۷۶   | ۳۸  | ۱۸    | ۲۰   | ۱۵۱   | ۸۱      | ۱۳۲ | ۵۷٫۹  | ای اف سی |
| بولیوی | ۱۳۲  | ۳۵  | ۲۷    | ۷۰   | ۱۶۱   | ۲۴۶     | ۱۳۲ | ۳۳٫۳  | CONMEBOL |
| غنا | ۷۵   | ۳۸  | ۱۷    | ۲۰   | ۱۲۳   | ۶۱      | ۱۳۱ | ۵۸٫۲  | CAF      |
| جامائیکا | ۹۶   | ۳۵  | ۲۶    | ۳۵   | ۱۰۹   | ۱۱۹     | ۱۳۱ | ۴۵٫۵  | کونکاکاف |
| هائیتی | ۸۲   | ۳۶  | ۱۶    | ۳۰   | ۱۴۴   | ۱۱۵     | ۱۲۴ | ۵۰٫۴  | کونکاکاف |
| کرهٔ شمالی | ۷۵   | ۳۴  | ۱۸    | ۲۳   | ۱۰۲   | ۶۹      | ۱۲۰ | ۵۳٫۳  | ای اف سی |
| ولز | ۱۱۰  | ۳۳  | ۲۱    | ۵۶   | ۱۳۸   | ۱۶۴     | ۱۲۰ | ۳۶٫۴  | یوفا     |
| امارات متحدهٔ عربی                                                                                                 | ۷۹   | ۳۳  | ۱۷    | ۲۹   | ۱۲۶   | ۹۴      | ۱۱۶ | ۴۸٫۹  | ای اف سی |
| گینه | ۷۰   | ۳۴  | ۱۱    | ۲۵   | ۱۱۲   | ۸۶      | ۱۱۳ | ۵۳٫۸  | CAF      |
| اوکراین | ۶۰   | ۳۰  | ۲۰    | ۱۰   | ۹۵    | ۴۳      | ۱۱۰ | ۶۱٫۱  | یوفا     |
| فنلاند | ۱۱۹  | ۳۰  | ۲۰    | ۶۹   | ۱۲۵   | ۲۷۴     | ۱۱۰ | ۳۰٫۸  | یوفا     |
| Congo DR (۱۹۹۸—) · زئیر (۱۹۷۴–۱۹۹۸)                                                                               | ۶۹   | ۳۱  | ۱۶    | ۲۲   | ۱۱۲   | ۷۷      | ۱۰۹ | ۵۲٫۷  | CAF      |
| بحرین | ۸۰   | ۲۸  | ۲۵    | ۲۷   | ۹۵    | ۸۴      | ۱۰۹ | ۴۵٫۴  | ای اف سی |
| کرواسی | ۵۰   | ۲۹  | ۱۵    | ۶    | ۸۹    | ۴۲      | ۱۰۲ | ۶۸٫۰  | یوفا     |
| سوریه | ۶۴   | ۲۷  | ۱۵    | ۲۲   | ۱۳۷   | ۷۵      | ۹۶  | ۵۰٫۰  | ای اف سی |
| آنگولا | ۶۱   | ۲۴  | ۲۲    | ۱۵   | ۷۹    | ۵۷      | ۹۴  | ۵۱٫۴  | CAF      |
| عمان | ۶۲   | ۲۵  | ۱۷    | ۲۰   | ۱۰۴   | ۶۳      | ۹۲  | ۴۹٫۵  | ای اف سی |
| اسلواکی | ۵۴   | ۲۶  | ۱۴    | ۱۴   | ۹۳    | ۵۷      | ۹۲  | ۵۶٫۸  | یوفا     |
| ونزوئلا | ۱۲۲  | ۲۳  | ۱۹    | ۸۰   | ۱۰۱   | ۲۷۹     | ۸۸  | ۲۴٫۰  | CONMEBOL |
| سنگال | ۵۵   | ۲۱  | ۱۹    | ۱۵   | ۷۵    | ۵۱      | ۸۲  | ۴۹٫۷  | CAF      |
| آفریقای جنوبی | ۴۲   | ۲۵  | ۷     | ۱۰   | ۵۵    | ۳۴      | ۸۲  | ۶۵٫۱  | CAF      |
| اردن | ۶۲   | ۲۳  | ۱۳    | ۲۶   | ۸۴    | ۸۵      | ۸۲  | ۴۴٫۱  | ای اف سی |
| ایسلند | ۹۶   | ۲۱  | ۱۸    | ۵۷   | ۱۰۰   | ۲۰۸     | ۸۱  | ۲۸٫۱  | یوفا     |
| پاناما | ۷۸   | ۲۱  | ۱۷    | ۴۰   | ۸۸    | ۱۴۲     | ۸۰  | ۳۴٫۲  | کونکاکاف |
| زیمبابوه (۱۹۸۲—) · رودزیا (۱۹۷۰)                                                                                  | ۶۳   | ۲۱  | ۱۶    | ۲۶   | ۶۳    | ۸۰      | ۷۹  | ۴۱٫۸  | CAF      |
| کنیا | ۶۸   | ۲۳  | ۱۶    | ۲۹   | ۷۷    | ۹۱      | ۸۵  | ۴۱٫۷  | CAF      |
| کوبا | ۶۶   | ۲۰  | ۱۸    | ۲۸   | ۸۴    | ۱۰۱     | ۷۸  | ۳۹٫۴  | کونکاکاف |
| بوسنی و هرزگوین                                                                                                   | ۴۸   | ۲۳  | ۸     | ۱۷   | ۸۸    | ۵۶      | ۷۷  | ۵۳٫۵  | یوفا     |
| توگو | ۶۳   | ۲۱  | ۱۴    | ۲۸   | ۶۸    | ۸۶      | ۷۷  | ۴۰٫۷  | CAF      |
| بورکینافاسو (۱۹۹۰—) · جمهوری ولتای علیا (۱۹۷۸)                                                                    | ۵۳   | ۲۳  | ۷     | ۲۳   | ۷۶    | ۷۳      | ۷۶  | ۴۷٫۸  | CAF      |
| اسلوونی | ۵۲   | ۲۱  | ۱۲    | ۱۹   | ۶۹    | ۶۱      | ۷۵  | ۴۸٫۱  | یوفا     |
| آلمان شرقی | ۴۷   | ۲۲  | ۸     | ۱۷   | ۸۷    | ۶۵      | ۷۴  | ۵۲٫۵  | Defunct  |
| تایلند | ۷۳   | ۲۰  | ۱۴    | ۳۹   | ۹۶    | ۱۲۶     | ۷۴  | ۳۳٫۸  | ای اف سی |
| اندونزی | ۷۱   | ۱۹  | ۱۶    | ۳۶   | ۸۷    | ۱۴۳     | ۷۳  | ۳۴٫۳  | ای اف سی |
| سورینام (۱۹۷۸—) · Dutch Guyana (۱۹۶۲–۱۹۷۴)                                                                        | ۶۳   | ۱۹  | ۱۴    | ۳۰   | ۹۰    | ۱۰۷     | ۷۱  | ۳۷٫۶  | کونکاکاف |
| هنگ کنگ | ۶۵   | ۱۹  | ۱۲    | ۳۴   | ۷۸    | ۱۲۳     | ۶۹  | ۳۵٫۴  | ای اف سی |
| کنگو | ۵۴   | ۱۹  | ۱۱    | ۲۴   | ۵۹    | ۶۷      | ۶۸  | ۴۲٫۰  | CAF      |
| فیجی | ۴۶   | ۱۹  | ۹     | ۱۸   | ۱۰۴   | ۸۴      | ۶۶  | ۴۷٫۸  | OFC      |
| لیبی | ۴۹   | ۱۸  | ۱۲    | ۱۹   | ۵۵    | ۵۲      | ۶۶  | ۴۴٫۹  | CAF      |
| گابن | ۴۹   | ۱۹  | ۸     | ۲۲   | ۵۴    | ۵۷      | ۶۵  | ۴۴٫۲  | CAF      |
| لتونی | ۶۵   | ۱۷  | ۱۴    | ۳۴   | ۷۵    | ۱۱۲     | ۶۵  | ۳۳٫۳  | یوفا     |
| سودان | ۶۴   | ۱۵  | ۱۷    | ۳۲   | ۵۶    | ۱۰۱     | ۶۲  | ۳۲٫۳  | CAF      |
| لیتوانی | ۶۳   | ۱۶  | ۱۳    | ۳۴   | ۵۲    | ۹۱      | ۶۱  | ۳۲٫۳  | یوفا     |
| لبنان | ۴۸   | ۱۶  | ۱۲    | ۲۰   | ۷۵    | ۷۱      | ۶۰  | ۴۱٫۷  | ای اف سی |
| جزایر سلیمان | ۴۴   | ۱۷  | ۸     | ۱۹   | ۱۰۱   | ۹۵      | ۵۹  | ۴۴٫۷  | OFC      |
| مالزی | ۵۱   | ۱۵  | ۱۳    | ۲۳   | ۶۶    | ۸۱      | ۵۸  | ۳۷٫۹  | ای اف سی |
| سنگاپور | ۶۰   | ۱۶  | ۹     | ۳۵   | ۶۵    | ۱۱۲     | ۵۷  | ۳۱٫۷  | ای اف سی |
| مالاوی | ۵۹   | ۱۴  | ۱۷    | ۲۸   | ۵۷    | ۸۴      | ۵۹  | ۳۳٫۳  | CAF      |
| آلبانی | ۹۴   | ۱۴  | ۱۳    | ۶۷   | ۶۲    | ۱۷۵     | ۵۵  | ۱۹٫۵  | یوفا     |
| لیبریا | ۵۹   | ۱۵  | ۱۲    | ۳۲   | ۴۱    | ۸۸      | ۵۷  | ۳۲٫۲  | CAF      |
| کالدونیای جدید | ۲۷   | ۱۶  | ۴     | ۷    | ۷۴    | ۲۸      | ۵۲  | ۶۴٫۲  | OFC      |
| کوراسائو (۲۰۱۴—) · آنتیل هلند (۱۹۶۲–۲۰۱۰) · Curaçao (۱۹۵۸)                                                        | ۵۴   | ۱۲  | ۱۵    | ۲۷   | ۴۸    | ۱۱۰     | ۵۱  | ۳۱٫۵  | کونکاکاف |
| تاهیتی | ۳۶   | ۱۴  | ۶     | ۱۶   | ۵۲    | ۷۴      | ۴۸  | ۴۴٫۴  | OFC      |
| استونی | ۶۶   | ۱۳  | ۹     | ۴۴   | ۵۲    | ۱۴۷     | ۴۸  | ۲۴٫۲  | یوفا     |
| قبرس | ۱۰۴  | ۱۲  | ۱۲    | ۸۰   | ۷۸    | ۲۸۱     | ۴۸  | ۱۵٫۴  | یوفا     |
| برمودا | ۳۲   | ۱۳  | ۸     | ۱۱   | ۶۸    | ۴۵      | ۴۷  | ۴۹٫۰  | کونکاکاف |
| مالی | ۳۲   | ۱۳  | ۷     | ۱۲   | ۴۶    | ۴۱      | ۴۶  | ۴۷٫۹  | CAF      |
| بلاروس | ۴۸   | ۱۲  | ۱۰    | ۲۶   | ۵۵    | ۷۶      | ۴۶  | ۳۱٫۹  | یوفا     |
| سنت وینسنت و گرنادین‌ها                                                                                            | ۴۸   | ۱۳  | ۶     | ۲۹   | ۶۲    | ۱۲۸     | ۴۵  | ۳۱٫۲  | کونکاکاف |
| قزاقستان | ۵۰   | ۱۲  | ۸     | ۳۰   | ۶۵    | ۱۰۲     | ۴۴  | ۲۹٫۳  | یوفا     |
| ترکمنستان | ۳۲   | ۱۳  | ۴     | ۱۵   | ۵۴    | ۴۸      | ۴۳  | ۴۴٫۸  | ای اف سی |
| اتیوپی | ۴۵   | ۱۲  | ۱۰    | ۲۳   | ۵۵    | ۷۱      | ۴۶  | ۳۴٫۱  | CAF      |
| مقدونیه شمالی | ۵۰   | ۱۱  | ۱۰    | ۲۹   | ۵۶    | ۸۷      | ۴۳  | ۲۸٫۷  | یوفا     |
| بنین (۱۹۸۶—) · Dahomey (۱۹۷۴)                                                                                     | ۴۴   | ۱۳  | ۷     | ۲۴   | ۴۶    | ۸۹      | ۴۶  | ۳۴٫۸  | CAF      |
| تاجیکستان | ۲۸   | ۱۲  | ۵     | ۱۱   | ۵۴    | ۳۵      | ۴۱  | ۴۸٫۸  | ای اف سی |
| ماداگاسکار | ۳۷   | ۱۲  | ۹     | ۱۶   | ۴۵    | ۵۱      | ۴۵  | ۴۰٫۵  | CAF      |
| یمن (۱۹۹۴—) · یمن شمالی (۱۹۸۶–۱۹۹۰)                                                                               | ۴۰   | ۱۰  | ۱۰    | ۲۰   | ۴۷    | ۶۲      | ۴۰  | ۳۳٫۳  | ای اف سی |
| اوگاندا | ۳۴   | ۱۱  | ۶     | ۱۷   | ۳۴    | ۵۵      | ۳۹  | ۳۸٫۲  | CAF      |
| سیرالئون | ۴۵   | ۱۱  | ۹     | ۲۵   | ۳۹    | ۶۹      | ۴۲  | ۳۱٫۱  | CAF      |
| آنتیگوآ و باربودا                                                                                                 | ۳۸   | ۱۱  | ۵     | ۲۲   | ۶۰    | ۸۷      | ۳۸  | ۳۳٫۳  | کونکاکاف |
| گرجستان | ۴۶   | ۹   | ۱۱    | ۲۶   | ۴۳    | ۷۵      | ۳۸  | ۲۷٫۵  | یوفا     |
| ارمنستان | ۵۲   | ۸   | ۱۳    | ۳۱   | ۴۲    | ۹۶      | ۳۷  | ۲۳٫۷  | یوفا     |
| وانواتو | ۳۴   | ۱۱  | ۳     | ۲۰   | ۷۳    | ۸۱      | ۳۶  | ۳۵٫۳  | OFC      |
| دومینیکن | ۲۷   | ۱۰  | ۵     | ۱۲   | ۴۱    | ۴۵      | ۳۵  | ۴۳٫۲  | کونکاکاف |
| سنت کیتس و نویس                                                                                                   | ۲۶   | ۹   | ۷     | ۱۰   | ۴۹    | ۴۴      | ۳۴  | ۴۳٫۶  | کونکاکاف |
| هند | ۳۳   | ۸   | ۱۰    | ۱۵   | ۳۶    | ۶۹      | ۳۴  | ۳۴٫۳  | ای اف سی |
| کیپ ورد | ۲۶   | ۱۰  | ۳     | ۱۳   | ۲۸    | ۳۳      | ۳۳  | ۴۲٫۳  | CAF      |
| نامیبیا | ۴۲   | ۹   | ۹     | ۲۵   | ۳۷    | ۸۴      | ۳۶  | ۲۸٫۶  | CAF      |
| تانزانیا | ۳۷   | ۸   | ۱۱    | ۱۸   | ۳۸    | ۵۵      | ۳۵  | ۳۱٫۵  | CAF      |
| بنگلادش | ۴۰   | ۹   | ۴     | ۲۷   | ۳۱    | ۹۰      | ۳۱  | ۲۵٫۸  | ای اف سی |
| رواندا | ۳۷   | ۷   | ۹     | ۲۱   | ۳۱    | ۵۵      | ۳۰  | ۲۷٫۰  | CAF      |
| موزامبیک | ۳۴   | ۸   | ۸     | ۱۸   | ۳۰    | ۵۰      | ۳۲  | ۳۱٫۴  | CAF      |
| ساموآ (۲۰۰۲—) · Western Samoa (۱۹۹۸)                                                                              | ۲۳   | ۹   | ۱     | ۱۳   | ۳۷    | ۶۹      | ۲۸  | ۴۰٫۶  | OFC      |
| باربادوس | ۳۳   | ۸   | ۴     | ۲۱   | ۲۹    | ۶۹      | ۲۸  | ۲۸٫۳  | کونکاکاف |
| قرقیزستان | ۲۳   | ۸   | ۲     | ۱۳   | ۲۸    | ۴۱      | ۲۶  | ۳۷٫۷  | ای اف سی |
| بوتسوانا | ۳۴   | ۱۰  | ۵     | ۱۹   | ۳۳    | ۵۲      | ۳۵  | ۳۴٫۳  | CAF      |
| ویتنام | ۳۲   | ۸   | ۲     | ۲۲   | ۳۵    | ۶۸      | ۲۶  | ۲۷٫۱  | ای اف سی |
| نیجر | ۳۰   | ۹   | ۵     | ۱۶   | ۲۷    | ۴۸      | ۳۲  | ۳۵٫۶  | CAF      |
| گویان | ۳۲   | ۷   | ۴     | ۲۱   | ۳۰    | ۷۵      | ۲۵  | ۲۶٫۰  | کونکاکاف |
| مولدووا | ۴۸   | ۵   | ۱۰    | ۳۳   | ۳۱    | ۹۲      | ۲۵  | ۱۷٫۴  | یوفا     |
| آذربایجان | ۴۸   | ۴   | ۱۳    | ۳۱   | ۱۹    | ۸۵      | ۲۵  | ۱۷٫۴  | یوفا     |
| مونته‌نگرو | ۲۰   | ۵   | ۹     | ۶    | ۲۷    | ۳۱      | ۲۴  | ۴۰٫۰  | یوفا     |
| گامبیا | ۲۴   | ۶   | ۶     | ۱۲   | ۲۰    | ۳۶      | ۲۳  | ۳۱٫۹  | CAF      |
| تونگا | ۲۲   | ۷   | ۱     | ۱۴   | ۲۳    | ۸۲      | ۲۲  | ۳۳٫۳  | OFC      |
| گرنادا | ۲۱   | ۶   | ۳     | ۱۲   | ۴۶    | ۴۷      | ۲۱  | ۳۳٫۳  | کونکاکاف |
| فلسطین | ۱۸   | ۵   | ۴     | ۹    | ۲۴    | ۳۱      | ۱۹  | ۳۵٫۲  | ای اف سی |
| سنت لوسیا | ۲۲   | ۶   | ۱     | ۱۵   | ۲۸    | ۵۷      | ۱۹  | ۲۸٫۸  | کونکاکاف |
| جزایر فارو | ۶۰   | ۵   | ۴     | ۵۱   | ۳۰    | ۱۶۸     | ۱۹  | ۱۰٫۶  | یوفا     |
| تایوان | ۵۰   | ۵   | ۴     | ۴۱   | ۲۸    | ۱۸۰     | ۱۹  | ۱۲٫۷  | ای اف سی |
| لوکزامبورگ | ۱۲۴  | ۴   | ۷     | ۱۱۳  | ۶۱    | ۴۰۷     | ۱۹  | ۵٫۱   | یوفا     |
| بوروندی | ۲۰   | ۷   | ۴     | ۹    | ۱۹    | ۲۵      | ۲۵  | ۴۱٫۷  | CAF      |
| بلیز | ۲۰   | ۵   | ۳     | ۱۲   | ۲۵    | ۴۸      | ۱۸  | ۳۰٫۰  | کونکاکاف |
| پورتوریکو | ۲۳   | ۴   | ۶     | ۱۳   | ۲۱    | ۵۳      | ۱۸  | ۲۶٫۱  | کونکاکاف |
| مالدیو | ۲۴   | ۵   | ۲     | ۱۷   | ۲۸    | ۱۰۰     | ۱۷  | ۲۳٫۶  | ای اف سی |
| پاپوآ گینهٔ نو | ۱۳   | ۴   | ۳     | ۶    | ۲۴    | ۲۳      | ۱۵  | ۳۸٫۵  | OFC      |
| باهاما | ۱۲   | ۴   | ۳     | ۵    | ۲۰    | ۳۵      | ۱۵  | ۴۱٫۷  | کونکاکاف |
| سری‌لانکا | ۲۹   | ۳   | ۶     | ۲۰   | ۲۰    | ۷۲      | ۱۵  | ۱۷٫۲  | ای اف سی |
| نپال | ۲۸   | ۴   | ۳     | ۲۱   | ۲۳    | ۹۸      | ۱۵  | ۱۷٫۹  | ای اف سی |
| مالت | ۹۲   | ۲   | ۹     | ۸۱   | ۳۰    | ۲۷۵     | ۱۵  | ۵٫۴   | یوفا     |
| چاد | ۱۶   | ۶   | ۱     | ۹    | ۱۵    | ۲۳      | ۱۹  | ۳۹٫۶  | CAF      |
| لسوتو | ۲۴   | ۲   | ۸     | ۱۴   | ۱۴    | ۵۱      | ۱۴  | ۱۹٫۴  | CAF      |
| لیختن‌اشتاین | ۵۰   | ۲   | ۶     | ۴۲   | ۲۲    | ۱۴۶     | ۱۲  | ۸٫۰   | یوفا     |
| گینه استوایی | ۲۰   | ۴   | ۲     | ۱۴   | ۱۷    | ۳۶      | ۱۴  | ۲۳٫۳  | CAF      |
| ساموای آمریکا | ۱۸   | ۳   | ۱     | ۱۴   | ۱۱    | ۱۳۶     | ۱۰  | ۱۸٫۵  | OFC      |
| جزایر کوک | ۲۰   | ۳   | ۱     | ۱۶   | ۱۶    | ۶۳      | ۱۰  | ۱۶٫۷  | OFC      |
| ماکائو | ۳۳   | ۳   | ۱     | ۲۹   | ۱۴    | ۱۶۱     | ۱۰  | ۱۰٫۱  | ای اف سی |
| اسواتینی | ۱۹   | ۴   | ۴     | ۱۱   | ۱۵    | ۳۹      | ۱۶  | ۲۸٫۱  | CAF      |
| دومینیکا | ۱۶   | ۲   | ۳     | ۱۱   | ۱۲    | ۴۶      | ۹   | ۱۸٫۷  | کونکاکاف |
| لائوس | ۱۸   | ۲   | ۲     | ۱۴   | ۱۷    | ۹۵      | ۸   | ۱۴٫۸  | ای اف سی |
| آروبا | ۱۲   | ۲   | ۱     | ۹    | ۱۸    | ۳۷      | ۷   | ۱۹٫۴  | کونکاکاف |
| نیکاراگوئه | ۱۶   | ۲   | ۱     | ۱۳   | ۱۰    | ۳۹      | ۷   | ۱۴٫۶  | کونکاکاف |
| گینه بیسائو | ۱۲   | ۱   | ۴     | ۷    | ۸     | ۱۹      | ۷   | ۱۹٫۴  | CAF      |
| جزایر ویرجین ایالات متحده                                                                                         | ۱۳   | ۲   | ۰     | ۱۱   | ۷     | ۷۶      | ۶   | ۱۵٫۴  | کونکاکاف |
| موریتانی | ۲۲   | ۳   | ۴     | ۱۵   | ۲۱    | ۴۳      | ۱۳  | ۲۰٫۰  | CAF      |
| موریس | ۱۴   | ۰   | ۲     | ۱۲   | ۷     | ۳۴      | ۲   | ۴٫۸   | CAF      |
| فیلیپین | ۱۳   | ۱   | ۲     | ۱۰   | ۸     | ۴۵      | ۵   | ۱۲٫۸  | ای اف سی |
| کامبوج | ۱۶   | ۱   | ۲     | ۱۳   | ۱۱    | ۶۲      | ۵   | ۱۰٫۴  | ای اف سی |
| آندورا | ۴۲   | ۱   | ۲     | ۳۹   | ۱۲    | ۱۳۹     | ۵   | ۴٫۰   | یوفا     |
| زارلند | ۴    | ۱   | ۱     | ۲    | ۴     | ۸       | ۴   | ۳۳٫۳  | Defunct  |
| سائوتومه و پرنسیپ                                                                                                 | ۸    | ۲   | ۱     | ۵    | ۴     | ۲۲      | ۵   | ۲۰٫۸  | CAF      |
| مغولستان | ۱۲   | ۱   | ۱     | ۱۰   | ۵     | ۴۶      | ۴   | ۱۱٫۱  | ای اف سی |
| جیبوتی | ۱۳   | ۱   | ۱     | ۱۱   | ۶     | ۵۶      | ۴   | ۷٫۷   | CAF      |
| ویتنام جنوبی | ۳    | ۱   | ۰     | ۲    | ۱     | ۵       | ۳   | ۳۳٫۳  | Defunct  |
| اریتره | ۸    | ۰   | ۳     | ۵    | ۳     | ۱۶      | ۳   | ۱۲٫۵  | CAF      |
| آفریقای مرکزی | 1۰   | ۱   | ۱     | ۸    | ۸     | ۲۱      | ۴   | ۱۳٫۳  | CAF      |
| برمه | ۶    | ۱   | ۰     | ۵    | ۲     | ۱۷      | ۳   | ۱۶٫۷  | ای اف سی |
| سومالی | ۱۱   | ۰   | ۳     | ۸    | ۱     | ۲۶      | ۳   | ۹٫۱   | CAF      |
| جزایر کیمن | ۱۴   | ۰   | ۳     | ۱۱   | ۵     | ۳۴      | ۳   | ۷٫۱   | کونکاکاف |
| جزایر تورکس و کایکوس                                                                                              | ۸    | ۱   | ۰     | ۷    | ۲     | ۳۴      | ۳   | ۱۲٫۵  | کونکاکاف |
| پاکستان | ۲۸   | ۰   | ۳     | ۲۵   | ۱۱    | ۱۱۵     | ۳   | ۳٫۶   | ای اف سی |
| جزایر ویرجین انگلستان                                                                                             | ۸    | ۰   | ۲     | ۶    | ۵     | ۳۱      | ۲   | ۸٫۳   | کونکاکاف |
| سیشل | ۱۴   | ۰   | ۲     | ۱۲   | ۶     | ۳۶      | ۲   | ۴٫۸   | CAF      |
| سان مارینو | ۵۶   | ۰   | ۲     | ۵۴   | ۹     | ۲۵۹     | ۲   | ۱٫۲   | یوفا     |
| یمن جنوبی | ۲    | ۰   | ۱     | ۱    | ۴     | ۷       | ۱   | ۱۶٫۷  | Defunct  |
| افغانستان | ۶    | ۰   | ۱     | ۵    | ۲     | ۲۱      | ۱   | ۵٫۶   | ای اف سی |
| تووالو | ۴    | ۰   | ۱     | ۳    | ۲     | ۲۲      | ۱   | ۸٫۳   | OFC      |
| آنگویلا | ۸    | ۰   | ۱     | ۷    | ۲     | ۳۳      | ۱   | ۴٫۲   | کونکاکاف |
| کومور | ۸    | ۰   | ۳     | ۵    | ۴     | ۱۸      | ۳   | ۱۲٫۵  | CAF      |
| تیمور شرقی | ۴    | ۰   | ۰     | ۴    | ۴     | ۱۸      | ۰   | ۰٫۰   | ای اف سی |
| گوآم | ۲    | ۰   | ۰     | ۲    | ۰     | ۳۵      | ۰   | ۰٫۰   | ای اف سی |
| مونتسرات | ۷    | ۰   | ۰     | ۷    | ۵     | ۴۱      | ۰   | ۰٫۰   | کونکاکاف |
| بحرین | ۱۲   | ۰   | ۰     | ۱۲   | ۲     | ۵۷      | ۰   | ۰٫۰   | ای اف سی |
| بوتان | ۰    | ۰   | ۰     | ۰    | ۰     | ۰       | ۰   | Indet | ای اف سی |
| سودان جنوبی | ۲    | ۰   | ۱     | ۱    | ۱     | ۵       | ۱   | ۱۶٫۷  | CAF      |

پی نوشت1. 
2. 
3. 
4. 

### گلزنان برتر در رقابت‌های مقدماتی از ۱۹۳۴تا ۲۰۱۸
بازیکنانی که به صورت پررنگ مشخص شده‌اند هنوز به عنوان بازیکنان فعال می‌باشند.
| #  | ملیت                             | بازیکن             | گل‌ها | بازی‌ها | میانگین گل | مسابقات مقدماتی                                   |
| -- | -------------------------------- | ------------------ | ---- | ------ | ---------- | ------------------------------------------------- |
| ۱  | گواتمالا                         | Carlos Ruiz        | ۳۹   | ۵۰     | ۰٫۷۴       | ۲۰۰۲ (۸)، ۲۰۰۶ (۱۰)، ۲۰۱۰ (۶)، ۲۰۱۴ (۶)، ۲۰۱۸ (۸) |
| ۲  | ایران                            | علی دایی           | ۳۵   | ۵۰     | ۰٫۷۰       | ۱۹۹۴ (۷)، ۱۹۹۸ (۹)، ۲۰۰۲ (۱۰)، ۲۰۰۶ (۹)           |
| ۳  | ایران                            | کریم باقری         | ۲۸   | ۲۹     | ۰٫۹۷       | ۱۹۹۸ (۱۹)، ۲۰۰۲ (۸)، ۲۰۱۰ (۱)                     |
| ۴  | ژاپن                             | کازویوشی میورا     | ۲۷   | ۲۵     | ۱٫۰۸       | ۱۹۹۴ (۱۳)، ۱۹۹۸ (۱۴)                              |
| ۵  | اوکراین                          | آندری شوچنکو       | ۲۶   | ۴۰     | ۰٫۶۵       | ۱۹۹۸ (۴)، ۲۰۰۲ (۱۰)، ۲۰۰۶ (۶)، ۲۰۱۰ (۶)           |
| ۶  | هندوراس                          | کارلوس پاوون       | ۲۵   | ۳۷     | ۰٫۶۸       | ۱۹۹۸ (۲)، ۲۰۰۲ (۱۵)، ۲۰۰۶ (۱)، ۲۰۱۰ (۷)           |
| ۷  | مکزیک                            | خارد بورگتی        | ۲۳   | ۲۴     | ۰٫۹۶       | ۲۰۰۲ (۶)، ۲۰۰۶ (۱۴)، ۲۰۱۰ (۳)                     |
| ۸  | استرالیا                         | تیم کیهیل          | ۲۲   | x      | x          | x                                                 |
| ۹  | کاستاریکا                        | پائول وانچوپ       | ۲۱   | ۳۷     | ۰٫۵۷       | ۱۹۹۸ (۶)، ۲۰۰۲ (۷)، ۲۰۰۶ (۸)                      |
| ۱۰ | ترینیداد و توباگو                | استرن جان          | ۲۰   | ۴۹     | ۰٫۴۱       | ۱۹۹۸ (۳)، ۲۰۰۲ (۳)، ۲۰۰۶ (۱۲)، ۲۰۱۰ (۲)           |
| ۱۱ | استرالیا                         | آرچی تامپسون       | ۲۰   | ۱۵     | ۱٫۳۳       | ۲۰۰۲ (۱۶)، ۲۰۰۶ (۲)، ۲۰۱۴ (۲)                     |
| ۱۲ | نیوزیلند                         | Vaughan Coveny     | ۱۹   | ۱۹     | ۱٫۰۰       | ۱۹۹۸ (۴)، ۲۰۰۲ (۹)، ۲۰۰۶ (۶)                      |
| ۱۳ | هائیتی                           | Emmanuel Sanon     | ۱۹   | ۲۰     | ۰٫۹۵       | ۱۹۷۴ (۱۱)، ۱۹۷۸ (۸)                               |
| ۱۴ | بوسنی و هرزگوین                  | ادین ژکو           | ۱۹   | ۲۲     | ۰٫۸۶       | ۲۰۱۰ (۹)، ۲۰۱۴ (۱۰)                               |
| ۱۵ | پرتغال                           | پوئولتا            | ۱۹   | ۲۴     | ۰٫۷۹       | ۲۰۰۲ (۸)، ۲۰۰۶ (۱۱)                               |
| ۱۶ | سوئد                             | زلاتان ابراهیموویچ | ۱۹   | ۲۹     | ۰٫۶۶       | ۲۰۰۲ (۱)، ۲۰۰۶ (۸)، ۲۰۱۰ (۲)، ۲۰۱۴ (۸)            |
| ۱۷ | آرژانتین                         | هرنان کرسپو        | ۱۹   | ۳۳     | ۰٫۵۸       | ۱۹۹۸ (۳)، ۲۰۰۲ (۹)، ۲۰۰۶ (۷)                      |
| ۱۸ | ساحل عاج                         | دیدیه دروگبا       | ۱۸   | ۱۹     | ۰٫۹۵       | ۲۰۰۶ (۹)، ۲۰۱۰ (۶)، ۲۰۱۴ (۳)                      |
| ۱۹ | بورکینافاسو                      | Moumouni Dagano    | ۱۸   | ۲۴     | ۰٫۶۰       | ۲۰۰۲ (۱)، ۲۰۰۶(۵)، ۲۰۱۰ (۱۲)                      |
| ۲۰ | کامرون                           | ساموئل اتوئو       | ۱۸   | ۲۹     | ۰٫۶۲       | ۲۰۰۲ (۳)، ۲۰۰۶ (۴)، ۲۰۱۰ (۹)، ۲۰۱۴ (۲)            |
| ۲۱ | السالوادور                       | Raúl Díaz Arce     | ۱۸   | ۲۹     | ۰٫۶۲       | ۱۹۹۴ (۲)، ۱۹۹۸ (۹)، ۲۰۰۲ (۷)                      |
| ۲۲ | شیلی                             | مارسلو سالاس       | ۱۸   | ۳۲     | ۰٫۵۶       | ۱۹۹۸ (۱۱)، ۲۰۰۲ (۴)، ۲۰۰۶ (۱)، ۲۰۱۰ (۲)           |
| ۲۳ | جمهوری ایرلند                    | رابی کین           | ۱۸   | ۳۷     | ۰٫۴۹       | ۲۰۰۲ (۲)، ۲۰۰۶ (۴)، ۲۰۱۰ (۶)، ۲۰۱۴ (۶)            |
| ۲۴ | بلیز                             | Deon McCaulay      | ۱۷   | ۱۶     | ۱٫۰۶       | ۲۰۱۰ (۲)، ۲۰۱۴ (۱۱)، ۲۰۱۸ (۴)                     |
| ۲۵ | سوریه                            | Bayazir Al Said    | ۱۷   | x      | x          | x                                                 |
| ۲۶ | کاستاریکا                        | آلوارو سابوریو     | ۱۷   | x      | x          | x                                                 |
| ۲۷ | ترینیداد و توباگو                | Steve David        | ۱۷   | x      | x          | x                                                 |
| ۲۸ | شیلی                             | ایوان زامورانو     | ۱۷   | x      | x          | x                                                 |
| ۲۹ | اروگوئه                          | لوییس سوارز        | ۱۷   | ۳۸     | ۰٫۴۵       | x                                                 |
| ۳۰ | بلغارستان                        | دیمیتار برباتوف    | ۱۷   | x      | x          | x                                                 |
| ۳۱ | سوئیس                            | الکساندر فرای      | ۱۷   | x      | x          | x                                                 |
| ۳۲ | جمهوری فدرال سوسیالیستی یوگسلاوی | ساوو میلوشویچ      | ۱۷   | x      | x          | x                                                 |

(آخرین بروز رسانی ۵ سپتامبر ۲۰۱۶)